# Ubu Pede
Ubu Pede is een bestuurslaag in het regentschap West-Soemba van de provincie Oost-Nusa Tenggara, Indonesië. Ubu Pede telt 3056 inwoners (volkstelling 2010).